# Kérdőjel
A kérdőjel (?) valamennyi latin ábécét használó nyelvben az az írásjel, amely – általában a mondat végén állva – a kérdés jelölésére szolgál a kijelentéssel (állítással) és felkiáltással (felszólítással) szemben. ASCII-kódja 63 (hexadecimálisan 3F), Unicode-ban U+003F.

## Használata egyes nyelvekben

Nyitó- és zárókérdőjel a spanyolban

A magyarban és a legtöbb latin betűs nyelvben csak egyetlen alakja van, amelyet a mondatok végére helyeznek. A spanyol nyelvben megkülönböztetnek nyitó- (¿) és zárókérdőjelet (?) is, amelyek közé a kérdés tárgyát képező mondatrész kerül, vagyis a spanyolban az idéző- és a gondolatjelhez hasonlóan a nyitó- és zárókérdőjel a mondat közben is állhat. Ezt a jelölésmódot a Spanyol Királyi Akadémia 1754-ben vezette be arra hivatkozva, hogy a spanyolban a szabad szórend miatt sokszor csak a hanglejtésből derül ki, hogy mely mondatrészre kérdezünk, így azt írásban jelölni kell az olvasás megkönnyítésére. Néhány, a spanyol befolyástól érintett nyelv szintén átvette ezt a központozási szokást.
A kérdőjel halmozása kifejezhet értetlenséget, felháborodást: Nem hozta el??? Hasonló szerepben, a felkiáltást érzékeltetve a felkiáltójel mellett is állhat: Nem hozta el?!

## Eredete
A hagyományos feltételezés szerint a kérdőjel eredete a latin QUAESTIO, azaz ’kérdés’ szó kétbetűs Qo rövidítésére vezethető vissza, amelyet kezdetben a kérdőmondatok végén egymás alá írtak, s ennek a leegyszerűsödött formájából nyerte el a kérdőjel a mai alakját. Ezzel szemben mások teljesen eltérő eredetet tulajdonítanak a kérdőjelnek.

## Egyéb használata
- A C-alapú nyelvekben az elágazásokra használt háromoperandusú operátor (feltétel ? érték_ha_igaz : érték_ha_hamis) része.
- C#-ban, Groovy-ban és más nyelveken biztonságos navigációs operátorként használják.
- URL-ekben a szerver számára paramétereket adhatunk meg vele (pl. https://hu.wikipedia.org/w/index.php?title=K%C3%A9rd%C5%91jel&action=edit).
- A sakkjátszmák leírásában a gyenge, hibás lépéseket jelölik kérdőjellel, a játszma kimenetelét alapjaiban befolyásoló súlyos hibákat szokás két kérdőjellel jelölni, az egyszerre szellemes és kockázatos lépéseket pedig !?-lel.